# Peter Krassa

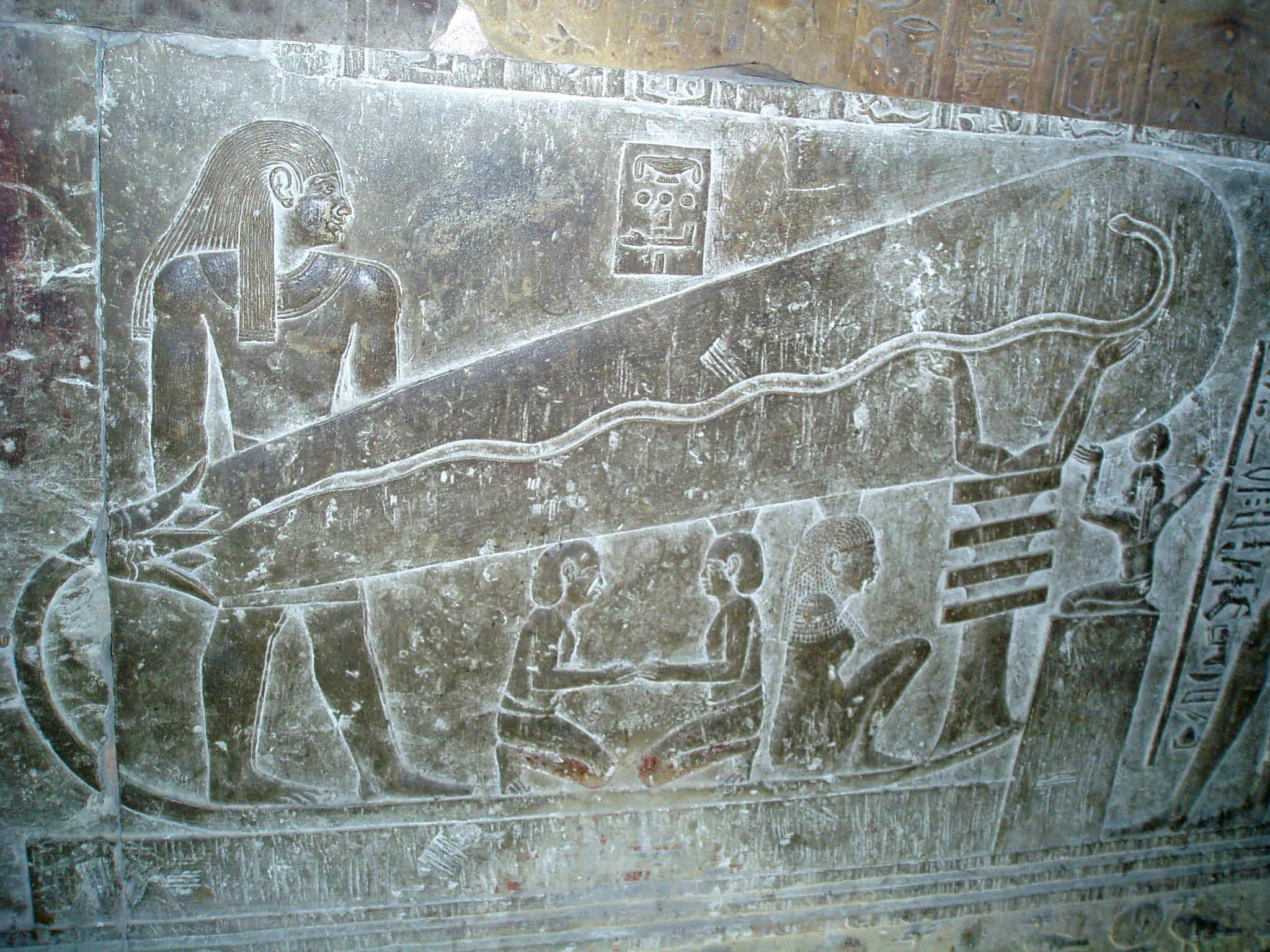
Electricitate și becul electric? (Cripta din templul lui Hathor de la Dendera în Egipt). La această întrebare încearcă să răspundă și Peter Krassa în cărțile sale

Peter Krassa (n. 29 octombrie 1938, Viena; d. 11 octombrie 2005, Viena) a fost un autor austriac de pseudoștiință.

## Lucrări (selecție)
- 1978 „Däniken intim - das Bild einer schillernden Persönlichkeit“
- 1986 „Lasset uns Menschen machen. Schöpfungsmythen beim Wort genommen“ (mit Viktor Farkas), ISBN 3-813181-37-5
- 1997 „Dein Schicksal ist vorbestimmt“
- 1992 „Das Licht der Pharaonen“
- 1998 „Der Wiedergänger“
- 2001 „Geheime Forschungen & verdeckte Experimente“
- 2002 „Die Macht aus dem Dunklen“
- 2002 „Gott kam von den Sternen“, ISBN 3-930219-52-2 (Erstauflage 1974)
- 2003 „Sie kamen aus den Wolken“, ISBN 3-930219-66-2